# エイブラハム・ウォールド
エイブラハム・ウォールド（またはアーブラハム・ヴァルト、Abraham Wald, 1902年10月31日 - 1950年12月13日）はトランシルバニア出身の数学者、数理経済学者である。決定理論、幾何学、計量経済学の分野で活動し、統計逐次解析の分野を確立した。研究生活の多くをコロンビア大学で過ごした。ハンガリー語表記ではWald Ábrahám (ヴァルド・アーブラハーム)となる。

## 生涯と業績
ウォールドは1902年10月31日にオーストリア＝ハンガリー帝国・トランシルバニアのクルジュ（現 ルーマニア領クルージュ＝ナポカ）で生まれた。彼は宗教的にはユダヤ人であるため、当時のハンガリーの学校制度では必要とされていた土曜日の通学ができず、そのため大学に入るまで両親からホームスクーリングを受けていた。彼の両親は教師であり、非常に知識が豊富で有能だった。
1928年、クルジュ大学の数学科を卒業した。1927年にウィーン大学の大学院に進学し、1931年にカール・メンガーの指導の下で博士号を取得した。
ウォールドの優れた才能にもかかわらず、オーストリアにおけるユダヤ人に対する差別のために大学での地位を得ることができなかった。 しかし、オスカー・モルゲンシュテルンによりウォールドの経済学における地位を確立した。1938年にナチス・ドイツがオーストリアを併合し、ユダヤ人に対する差別は激化した。ウォールドとその家族はユダヤ人として迫害された。ウォールドは、経済学研究のためのコウルズ委員会の招きにより、アメリカ合衆国に移住した。
第二次世界大戦中に、ウォールドはコロンビア大学の統計研究グループ（SRG）の一員となり、戦時中の様々な問題に彼の統計スキルを応用した。それには、逐次分析法や抜取検査法が含まれていた。SRGが取り組んだ問題の一つに、敵の射撃による爆撃機の損失を最小限に抑える方法についての助言を提供するために、任務後に生還した航空機への損傷箇所の分布を調べることがあった。ウォールドは、帰還した航空機の損傷分布に関するデータから、出撃した全て航空機の損傷分布を推定するための有用な手段を導き出した（生存者バイアス#軍事を参照）。彼の研究は、当時のオペレーションズ・リサーチの分野では精力的であると考えられている。
ウォールドとその妻は、インド政府の招待で講演会を行うためにインドを訪問したが、1950年12月13日、彼らが乗っていたエア・インディア機が南インドのニルギリ丘陵上空を飛行中に墜落して亡くなった。彼は、1月にカルカッタのインド統計大学を訪問し、バンガロールのインド科学会議に出席することになっていた。彼らの2人の子供はアメリカに帰国した。
ウォールドの死後、イギリスの統計学者ロナルド・フィッシャーはウォールドを批判した。フィッシャーは、ウォールドは科学的経験のない数学者であり、彼の統計学の本は役に立たないと攻撃した。フィッシャーは、実験の計画に関するウォールドの研究を特に批判し、主題の基本的な考えの無知を主張した。
翌年、ウォールドの研究はイェジ・ネイマンによって擁護された。ネイマンはウォールドの研究、特に実験計画に関して説明した。ルシアン・ル・キャムは、自著"Asymptotic Methods in Statistical Decision Theory"において、「使用されたアイデアとテクニックは何よりもまずエイブラハム・ウォールド著作の影響を受けている」と彼を称賛している。
アメリカ合衆国の物理学者ロバート・ウォールドは彼の子である。

## 著名な論文
For a complete list, see “The Publications of Abraham Wald”. Annals of Mathematical Statistics 23 (1):  29–33. (1952). doi:10.1214/aoms/1177729483.
- Wald, Abraham (1939). “A New Formula for the Index of Cost of Living”. Econometrica (Econometrica, Vol. 7, No. 4) 7 (4):  319–331. doi:10.2307/1906982. JSTOR 1906982.
- Wald, Abraham (1939). “Contributions to the Theory of Statistical Estimation and Testing Hypotheses”. Annals of Mathematical Statistics 10 (4):  299–326. doi:10.1214/aoms/1177732144.
- Wald, Abraham (1940). “The Fitting of Straight Lines if Both Variables Are Subject to Error”. Annals of Mathematical Statistics 11 (3):  284–300. doi:10.1214/aoms/1177731868.
- Wald, Abraham (June 1945). “Sequential Tests of Statistical Hypotheses”. The Annals of Mathematical Statistics 16 (2):  117–186. doi:10.1214/aoms/1177731118.
- Wald, Abraham (1947). Sequential Analysis. New York: John Wiley and Sons. ISBN 0-471-91806-7. "See Dover reprint: ISBN 0-486-43912-7"
- Wald, Abraham (1950). Statistical Decision Functions. John Wiley and Sons, New York; Chapman and Hall, London. p. ix+179[12]